# John Helliwell
John Anthony Helliwell (Todmorden, Yorkshire, Inglaterra, 15 de febrero de 1945) es un músico británico, conocido principalmente por sus trabajos como saxofonista (aunque también como clarinetista) y con el grupo de rock progresivo Supertramp.

## Biografía
A la edad de nueve años, comenzó a cantar en el coro de una iglesia y a aprender a tocar el piano. A los trece años, tras escuchar discos de jazz moderno, cambió el piano por el clarinete. Dos años después, a los quince, comenzaría a tocar el saxofón.
Durante los años sesenta, John Helliwell tocaría en un buen número de bandas locales, desde The Dicemen hasta Jugs O’Henry. En 1965, tras la disolución de Jugs O'Henry, Helliwell se anunciaría en la revista Melody Maker para ser contratado por un nuevo grupo. Poco después, se uniría a The Alan Bown Set, grupo en el que pasaría seis años. Tras la ruptura del grupo en 1971, John Helliwell seguiría al bajista de The Alan Bown Set, Dougie Thomson, para trabajar en diversos clubes nocturnos como saxofonista.
En 1973, tras una llamada de Dougie Thomson, se uniría a Supertramp, donde llegaría a imprimir una marca personal en los álbumes del grupo por su estilo de tocar el saxofón. Entre los instrumentos utilizados por Helliwell en el grupo destacan los saxofones barítono, tenor, alto y soprano, todos ellos de The Selmer Company. Asimismo, contribuiría a la grabación de los álbumes en los teclados y sintetizadores, y serviría como maestro de ceremonias para presentar las canciones del grupo al público durante los conciertos.
Tras la publicación del álbum Crime of the Century, Helliwell, al igual que el resto de la formación, se mudó a California. Durante la separación del grupo, Helliwell aprovecharía para matricularse en la Royal Northern College of Music de Mánchester, Inglaterra, a donde retornaría con su mujer y sus hijos. 
En la actualidad, combina su trabajo como saxofonista de Supertramp con su propio grupo, John Helliwell's Crème Anglaise, formado en abril de 2004 y en el que participan Mark Hart, Geth Griffith, Arthur Lea y Ben Bryant.